# Ваганово (Ленінградська область)
Ваганово (рос. Ваганово) — присілок у Всеволожському районі Ленінградської області Російської Федерації.
Населення становить 1127 осіб. Належить до муніципального утворення Рах'їнське міське поселення.

## Історія
Від 1 серпня 1927 року належить до Ленінградської області.

## Населення
| 2007 | 2010  | 2017  |
| ---- | ----- | ----- |
| 900  | ↗1275 | ↘1127 |